# Mariano Ospina Rodríguez (militar)
Mariano Ospina Rodríguez () fue un oficial del Ejército Nacional colombiano.
Ospina fue comandante del ejército colombiano entre 1951 y 1952, y era inspector general de las fuerzas militares durante el golpe de Estado de 1953, que depuso al presidente Laureano Gómez por el general Gustavo Rojas Pinilla, orquestado por su pariente Mariano Ospina Pérez. 
Según las crónicas del golpe, Ospina iba a ser nombrado comandante de las fuerzas militares el 15 de junio de 1953, con el fin de reemplazar a Rojas Pinilla, a quien Gómez veía como una amenaza para la democracia colombiana. En todo caso, Ospina y el general Régulo Gaitán se opusieron tajantemente al golpe militar, aun cuando, en un principio, fue el primer opcionado para encabezar la rebelión. Ospina se mantuvo leal al gobierno hasta el final.

## Biografía
El 16 de abril de 1951, el presidente Laureano Gómez creó el Estado Mayor Conjunto, comandancia conjunta del Ejército, la Armada y la Fuerza Aérea, y nombró al general Gustavo Rojas Pinilla como primer Comandante en Jefe de las Fuerzas Militares colombianas. El coronel Ospina pasó a ser Comandante de la Guarnición de Bogotá, en reemplazo del general Régulo Gaitán, que se convirtió en el comandante del ejército.
Días después, el 1 de junio de 1951, el presidente Gómez lo nombró comandante del ejército, por el ascenso del general Gaitán a la comandancia de las FFMM, ya que desde ese momento Laureano y el general Rojas comenzaron a tener conflictos políticos. El ascenso de Ospina respondía a que era apolítico, pese a que su parentela era naturalemente opositora al gobierno.
Las rencillas entre el presidente y el general Rojas se comenzaron a evidenciar también al interior de las fuerzas armadas, ya que Ospina comandaba el sector considerado desleal al general, ya que su inclinación era democrática, y no política, en oposición a los leales, oficiales amigos del general Rojas y quienes comenzaron a comportarse de manera hostil con el designado presidente Roberto Urdaneta.
En abril de 1953, cuando ya rondaba en el aire un ambiente golpista, el general Ospina fue invitado por su pariente, el expresidente Mariano Ospina Pérez a una de sus fincas en Guaymaral, a la salida de Bogotá. En dicha reunión, donde también estaba presente el asambleísta Gilberto Alzate Avendaño, se le invitó a encabezar un golpe militar para deponer al designado Urdaneta y arrebatarle el poder a Laureano Gómez, y luego de pacificar el país, convocar a elecciones presidenciales en 1954. Sin embargo, Ospina se negó afirmando:

"Doctor Ospina, yo no hago golpes militares"
General Mariano Ospina Rodríguez, abril de 1953

Un cable desclasificado de la CIA indicó que el designado Urdaneta, por órdenes de Laureano, pretendía destituir al general Rojas, y en su lugar nombrar al general Ospina como Comandante en Jefe de las Fuerzas Armadas, y que a pesar de ser un oficial brillante, amigable con el gobierno estadounidense y con una carrera impecable, no gozaba de la popularidad ni del apoyo que si sustentaba Rojas.
Cuando ya faltaban pocos días para el golpe militar, el 25 de mayo de 1953, el general Ospina, quien era Inspector General de las Fuerzas Militares, intentó sin éxito, convencer al designado Urdaneta, que le entregara el mando sobre la guarnición de Bogotá, para poder sofocar la insurrección de los oficiales leales a Rojas. Ante la negativa de Urdaneta, los oficiales desleales organizaron un complot para desprestigiar al general Rojas, secuestrando y torturando al empresario Felipe Echavarría Olózaga, amigo de la familia presidencial, responsabilizando al general Rojas de su secuestro. También buscaron una reunión con la esposa del general, para convencerlo de que se pusiera al frente del golpe militar.
El 11 de junio, jueves, el general Rojas ofreció una cena en la Escuela de Caballería para los altos mandos militares, para despedir a un agregado militar estadounidense y en ella le ofreció al general Ospina la comandancia de las Fuerzas Militares a cambio de su apoyo durante la insurrección, pero el general se negó a apoyarlo. Durante esa cena se produjo el complot donde fue atacado Echavarría.

### Golpe de Estado de 1953
El general Ospina fue nombrado por el presidente Laureano como Comandante del Ejército, y esa tarde almorzaron junto al ministro Leyva, el coronel Willy Hollmann y el general Gaitán.

## Familia

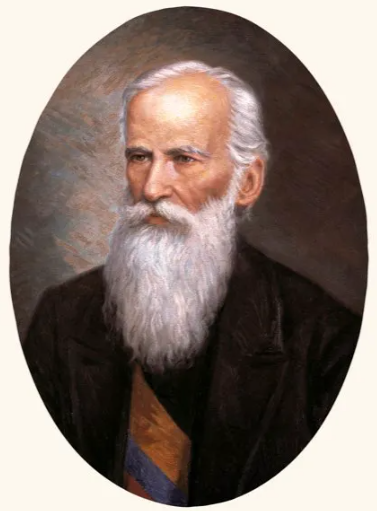
El expresidente Mariano Ospina Rodríguez, su homónimo y tío trastatarabuelo.

Mariano Ospina Rodríguez era miembro de la aristocracia colombiana, al igual que su homónimo ancestro: la numerosa e influyente familia Ospina. 
Era el segundo hijo de Miguel Ospina Bermúdez y de Georgina Rodríguez Russi, su segunda esposa y cuñada, siendo sus hermanos Manuel, Ernesto, Lucrecia, Isabel, Georgina, Alfonso y Julio Enrique Ospina Rodríguez. Sus hermanastros, fruto del matrimonio de su padre con su tía Concepción, eran Josefina, Ofelia, Miguel y Leonardo Ospina Rodríguez.
Su padre era sobrino tataranieto del expresidente de Colombia, Mariano Ospina Rodríguez (tocayo involuntario del general Mariano), cuyo hijo también fue presidente de ese país (Pedro Nel Ospina), y su nieto también (Mariano Ospina Pérez). En conclusión, el expresidente Ospina Pérez era un primo lejano del general Ospina.
Su hermano Alfonso es el padre del político conservador Camilo Alfonso Ospina Bernal, llamado Canuto, y quien fue ministro de defensa de 2006 a 2009, durante el segundo mandato del entonces presidente Álvaro Uribe Vélez, e investigado por su responsabilidad en los falsos positivos.

### Matrimonio y descendencia
Ospina contrajo nupcias con Blanca Peña Zalamea, con quien tuvo numerosa descendencia, siguiendo la larga tradición familiar: María Isabel, Elena, Blanca, Mercedes, Clemencia, Mariano, Adriana y Alicia Ospina Peña.
Su esposa era hermana de Jorge Enrique Peña, otro oficial del ejército colombiano.